# Ла Барт, Фердинанд Георгиевич
Граф Фердина́нд Гео́ргиевич де Ла Барт (фр. Ferdinand Alexander Valentine de La Barthe, 29 мая 1870—10 июля 1915) — русский литературовед, историк литературы и переводчик французского происхождения. Лауреат Пушкинской премии.

## Биография
Родился 29 мая 1870 года в городке Преверанж в департаменте Шер нынешнего региона Центр — Долина Луары во Франции. Его отец, граф Георг (Жорж) де Ла Барт, происходивший из старинного дворянского рода, был полковником французской армии, принимал участие в франко-прусской войне (1870—1871), командовал пехотным полком и сражался на Луаре под командованием генерала Альфреда Шанзи. Мать, Марианна Васильевна, происходила из давнего козацко-старшинского и дворянского рода Тарновских.
В начале марта 1875 г. семья переехала в Россию. Писатель А. Ветлугин по этому поводу писал:

Семи лет не было будущему московскому доценту, когда его отец — последний отпрыск захиревшего рода, двинул в Россию — пытать счастье. Всю жизнь вспоминал потом де-ла Барт, как в последних числах февраля, покинув солнечный, радостный, зацветающий берег, через четверо суток попали они в Петербург, в безнадежное утро гнилой оттепели. В желтых густых туманах пропадали мосты, дома, памятники. Кое-где краснел галун городового, да сани, хлопая по лужам, звенели расстроенными бубенцами. Le printemps adorable a perdu son odeur (Прелесть весны утратила аромат)— А. Ветлугин. Третья Россия. Сочинения. — М.: Лаком, 2000. — (Литература русского зарубежья от А до Я).
Одной из причин переезда называют надежду на протекцию генерала Шанзи, бывшего послом Франции в Санкт-Петербурге в 1879-1882 гг.. 
Из Санкт-Петербурга Ла Барты переехали в имение Тарновских Ольшана в Лебединском уезде Харьковской губернии. 12 июня 1875 г. у них родилась дочь Анна. Летом 1878 года имение в Ольшане было продано за долги и Ла Барты переехали в Сумы , граф Георг де Ла Барт стал преподавать в мужской и женской гимназиях французский язык. В Сумах Фердинанд окончил 5 классов Александровской мужской гимназии, а после возвращения семьи в Санкт-Петербург в 1887 г. продолжал обучение в гимназии Гуревича (1887—1890) .
Затем получил высшее образование в Санкт-Петербургском университете на историко-филологическом факультете (1890—1895). После учебы остался при университете по предложению академика Александра Веселовского для подготовки к профессорскому званию, в 1896—1898 гг. одновременно преподавал в гимназии Гуревича. В 1897 году был удостоен Пушкинской премии за перевод «Песни о Роланде» размером подлинника.
Не получив поддержки своих научных идей, де Ла Барт оставил университет и  переехал из столицы в местечко Пабьянице Лодзинского воеводства, где с 1898 по 1901 гг. работал преподавателем французского языка и классным наставником в коммерческом училище. В 1901 году Императорский Томский университет избрал его по конкурсу лектором, но там он проработал лишь 8 месяцев. 
В том же году был приглашён профессором Николаем Дашкевичем на должность лектора в Императорский университет Святого Владимира в Киеве. В Киевском университете с 1903 года занимал должность приват-доцента историко-филологического факультета, читал курсы французского языка и литературы, истории западноевропейских литератур, провансальского языка. Одновременно преподавал в коллегии Григория Галагана, в женской гимназии А. Т. Дучинской[кого?] (историю западноевропейской литературы), на частных курсах А. В. Жекулиной[кого?], на музыкально-драматических курсах Николая Лысенко и на  женских вечерних курсах профессора Митрофана Довнар-Запольского. 
В 1904 году де Ла Барт сдал магистерский экзамен по кафедре западно-европейской литературы и получил по ходатайству университета заграничную командировку в Париж и Лондон. По возвращении опубликовал первый большой труд «Шатобриан и поэтика мировой скорби во Франции в конце XVIII и в начале XIX столетия». Книга стала основой для защиты магистерской диссертации осенью 1906 года. В 1908 году был издан первый том книги «Разыскания в области романтической поэзии и стиля», написанный Бартом, которую он также использовал для защиты докторской диссертации в ноябре 1909 года в Харьковском университете у профессора С. В. Соловьёва[кого?].
В феврале 1909 года назначен приват-доцентом Московского университета. В Москве де Ла Барт читал лекции: на высших историко-филологических курсах Варвары Полторацкой, в народном университете им. Альфонса Шанявского, на драматических курсах Николая Массалитинова. Читал доклады в «Обществе Славянской культуры», в «Обществе Любителей Российской словесности», в котором он состоял действительным членом с 1909 года. 
Публиковал статьи в периодических изданиях: «Голос Минувшего», «Русская мысль», «Критическое Обозрение», «Киевские Новости», «Педагогическая мысль», «Молнии».
По своим политическим убеждениям принадлежал к партии народной свободы.
Последний год его жизни был омрачён начавшейся войной. В это время де Ла Барта более всего тревожила судьба Франции – он публиковал публицистические статьи, направленные против агрессора – Германии, цитировал в них фронтовые письма французских солдат.
Умер 10 июля 1915 года в Москве от туберкулёза, похоронен на Введенском кладбище (могила утрачена). В некрологе, опубликованном в журнале «Русская мысль» упоминается, что отец, Жорж де Ла Барт был большим любителем и знатоком французской литературы; а также утверждается, что семья переехала в Россию якобы в 1870 году, а не в 1875-м. Также в нём даётся такая характеристика де Ла Барта:

По своему воспитанию и по складу своей натуры Ф. Г. мало подходил к учёной деятельности. Живой и увлекающийся, разбрасывающийся и непостоянный, остроумный и блестящий рассказчик и собеседник, страстный охотник и ходок, он не мог стать исключительно кабинетным учёным.
Лучшим в его работах бывало то, что требовало поэтического чутья, художественного понимания французской и русской литературной речи.
<…>

Любовь к России и Франции делала покойного Ф. Г. как бы живым воплощением духовного общения двух народов. И события наших дней дали повод вылиться этому чувству в ряде горячих статей в московских газетах. Больной и чувствовавший полный упадок физических сил, он писал друзьям: «Идёт борьба не с кем-нибудь, а с немцами, с заклятыми врагами России и Франции, и я не приму никакого участия в этом празднике! Неужели быть сему?» Судьба не судила ему быть участником общей для родных народов борьбы. Но если духовное общение с гением Франции имеетъ и будет иметь свою роль в истории русского народа, то жизненный труд профессора де-ла-Барта оставит свой след в этой истории и заслужит добрую о себе память.

## Семья
- Жена — Людвига-Елена Леонардовна-Юзефовна де Ла Барт (1885—1938)[21][22]. Расстреляна в период сталинских репрессий.
- Сёстры:
  - Мария Георгиевна Муретова (де Ла Барт) (1863—1912);
  - Анна Георгиевна де Ла Барт (1875-?).

## Труды
- «Песнь о Роланде» (Санкт-Петербург, 1897)
- «Шатобриан и поэтика мировой скорби» (1903, магистерская диссертация)
- Импрессионизм, символизм и декадентство во Франции : (Из истории приемов худож. творчества в XIX ст.). — Киев : тип. Д. Н. Трахтенберга, 1904. — 39 с.;
- Беседы по истории всеобщей литературы [Текст] : Средние века и Возрождение / Ф. Г. де Ла Барт. — Изд. 3-е, испр., репр. — Москва : URSS, 2010. — XIV, 349 с.; 22 см; ISBN 978-5-396-00333-0
- «Сказка — не жизнь»… : (Рассказы) / Гр. Ф. де Ла-Барт. — Санкт-Петербург : тип. Уч-ща глухонемых (М. Аленевой), 1907. — 71 с.;
- Критические очерки по истории романтизма : 1 / Гр. Ф. де Ла-Барт. — Киев : тип. Ун-та св. Владимира (АО печ. и изд. дела Н. Т. Корчак-Новицкого), 1908. — [2], 57 с.;
- Французский классицизм в литературе и в искусстве : [Акт. речь 1 окт. 1903 г. в Коллегии П. Галагана] / Гр. Ф. де-Ла-Барт. — Киев : тип. И. И. Чоколова, 1903. — 16 с.;
- Разыскания в области романтической поэтики и стиля : Т. 1. Романтическая поэтика во Франции / Гр. Ф. де Ла-Барт. — Киев : Тип. Имп. унив-та Св. Владимира : Акц. общ. Н. Т. Корчак-Новицкаго, 1908. — VII, V,517 с; докторская диссертация
- Критические очерки по итальянской литературе второй половины XIX ст. / I. [Новые труды по итальянской литературе второй половины XIX-го столетия] / Гр. Ф. Г. Де-ла-Барт. — Киев : тип. Ун-та св. Владимира АО печ. и изд. дела Н. Т. Корчак-Новицкого, 1906. — [2], 47 с.;
- Беседы по истории всеобщей литературы и искусства / Гр. Ф. де Ла-Барт. Ч. 1. — Киев : Киев. жен. А. Т. Дучинской гимназия, 1903. — 25.
  - Беседы по истории всеобщей литературы : Пособие к лекциям / Гр. Ф. де Ла-Барт, д-р истории всеобщ. лит. — 2-е изд., соверш. перераб. и доп. Ч. 1-. — Москва : Типо-лит. т-ва И. Н. Кушнерев и К°, 1914. — 27.
- Литературное движение на Западе в первой трети XIX столетия. I. Люди сумеречной поры. II. Романтический синтез (1780—1830) : Лекции / Гр. Ф. де Ла-Барт, д-р истории зап. лит. — Москва : Типо-лит. т-ва И. Н. Кушнерев и К°, 1914. — [2], X, 3-245 с.;
- «Дон-Кихот» Сервантеса и испанское общество в начале XVII столетия, Киев, 1905;
- Метод Дарвина в художественно-литературной критике, «Педагогическая мысль», 1905, вып. II;
- Шатобриан, Франсуа-Рене де. Атала; Рене : [Повести : Пер. с фр.] / Франсуа-Рене де Шатобриан; С послесл. Ф. де Ла Барта и коммент. — М. : Камея, 1992. — 96 с.; 20 см; ISBN 5-88146-006-5 : Б. ц.
- Бурже, Поль. Женское сердце : Роман : [Пер. с фр.] / Поль Бурже; [Послесл. Ф. де Ла Барта]. — М. : Зевс, 1992. — 266,[2] с.; 21 см. — (Любовный роман : Бестселлер былых времен; 7).; ISBN 5-7104-0003-3 (В пер.) : Б. ц., 100000 экз.